# Град обреченный (картина)
Град обрече́нный — картина Николая Рериха, написанная им в 1914 году.

## Описание
Картина написана маслом на холсте размером 43×66 см. На ней изображён стоящий в голых скалах белокаменный город, окружённый обвившимся вокруг него гигантским огненным змеем. В геометричности изображённых на полотне острых скал чувствуется влияние французского импрессиониста Поля Сезанна, но Рерих использует этот приём для эмоционального воздействия на зрителя. Напоминающий кладбищенские надгробия город, окружённый змеем, также может быть отсылкой к «Лаокоону» Эль-Греко, где олицетворяющий силы зла огромный питон изображён на фоне далёкого города.

## История
Картина была написана Николаем Рерихом в 1914 году. По воспоминаниям ученика Рериха Бориса Абрамова, она изображает пророчество надвигавшейся Первой мировой войны. Так же как на другой картине, написанной в том же году, — «Крик змея», — на этой картине изображён гигантский змей в скалах. Эти две картины показывают двойственную природу змея, и если на «Крике змея» он является символом сил добра, на «Граде обреченном» рептилия символизирует силы зла.
Максим Горький высоко оценил картину и назвал Рериха «величайшим интуитивистом». Он хотел приобрести понравившуюся ему картину, но живописец подарил её писателю.
Картина находится в собрании Музея Николая Рериха в Нью-Йорке, США.
Один из вариантов картины, имеющий совершенно отличную от окончательного её вида композицию (иные по форме и по количеству строения окружённого змеем города, равно и иную форму и окраску самого змея), был опубликован в декабре 1914 года в рождественском номере петроградского журнала «Лукоморье» в качестве иллюстрации к военному рассказу Ивана Межевых «Ночью в метель».

## Влияние
Под влиянием картины Рериха символист Алексей Ремизов написал в 1915 году небольшой рассказ «Город обречённый»:
Обречённый, в западях у змия, стоял обложенный город, а ещё долго никто ничего не знает и не чует беды — люди пили и ели, женились и выходили замуж.
Одноимённый роман братьев Аркадия и Бориса Стругацких получил своё название именно по картине Николая Рериха.

## Комментарий
1. ↑  В названии используется древнерусская лексика, а потому правильное название «обреченный», а не «обречённый».